# ليف سفينسون
ليف سفينسون هو لاعب هوكي الجليد سويدي، ولد في 8 يوليو 1951 في هارنوساند في السويد.

## وصلات خارجية
- ليف سفينسون على موقع دوري الهوكي الوطني (الإنجليزية)
- ليف سفينسون على موقع EliteProspects.com (الإنجليزية)
- ليف سفينسون على موقع Eurohockey.com (الإنجليزية)
- ليف سفينسون على موقع HockeyDB.com (الإنجليزية)
- ليف سفينسون على موقع Hockey-Reference.com (الإنجليزية)